# Viking Saga: Rune of the Dead
 The Huntress: Rune of the Dead  är en svensk och amerikansk vikingarysare i regi av Rasmus Tirzitis med Moa Enqvist Stefansdotter, Yohanna Idha, Viva Östervall Lyngbrant och Andreas Rylander i huvudrollerna. Filmen hade premiär 2019.

## Handling
Filmen utspelar sig under 800-talet och följer en fattig familj utanför Birka. När pappa Joar (Peter Mörlin) ger sig av på en vikingaräd lämnas den äldsta dottern Runa (Moa Engqvist Stefansdotter) att axla pappans ansvar för att försörja familjen. Joar återvänder inte och Runa känner på sig att familjens kamp bara har börjat. Hon känner av något ondskefullt och farligt i skogarna

## I rollerna
- Moa Enqvist Stefansdotter som Runa
- Yohanna Idha som Magnhild
- Viva Östervall Lyngbrant som Bothild
- Ralf Beck som Ragnvald
- Andreas Rylander som Torulf
- Peter Mörlin som Joar
- Urban Bergsten som Smeden
- Tommi Korkeamäki som Torgisli
- Andrea Larsdotter som Sigrun
- Konstantin Aleksejev som Håkon

## Mottagande
Karolina Fjellborg skrev för Aftonbladets räkning att filmens foto, musik och kostym imponerade med tanke på den låga budgeten, men kritiserade manuset och berättandet i filmen och gav 2 plus av 5 som betyg.